# شمشیر مملوک
شمشیر مملوک، شمشیری متقاطع و منحنی است. از لحاظ تاریخی به شمشیرهایی گفته می‌شود که توسط جنگجویان مملوک در سلطنت مملوک مصر استفاده می‌شده‌است. مصر بخشی از امپراتوری عثمانی بود و شمشیری که معمولاً در مصر استفاده می‌شد همان است که در جاهای دیگر امپراطوری یعنی با نام قلیج استفاده می‌شد.
شمشیر خمیده در اصل از ترکان آسیای میانه بود و از آنجا به خاورمیانه، اروپا، هند و شمال آفریقا گسترش یافت. در آناتولی و بالکان ویژگی‌هایی را به وجود آورد که در نهایت قلیج عثمانی تولید شد. چند ارتش غربی از جمله ارتش فرانسه، ارتش انگلیس و سپاه تفنگداران دریایی ایالات متحده این شمشیر را در قرن نوزدهم به کار می‌گرفتند. اگرچه غربی‌ها از برخی شمشیرهای اصیل عثمانی استفاده می‌کردند، اما بیشتر شمشیرهای مملوک در اروپا یا آمریکا تولید می‌شد.

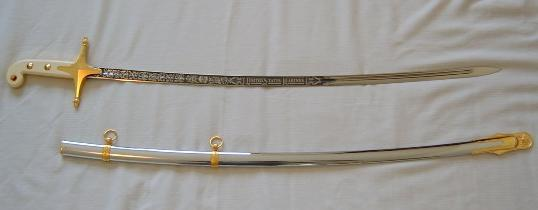
شمشیر مملوک افسران سپاه تفنگداران دریایی ایالات متحده شباهت زیادی به اولین شمشیرهایی دارد که در سال ۱۸۲۶ استفاده شده‌است

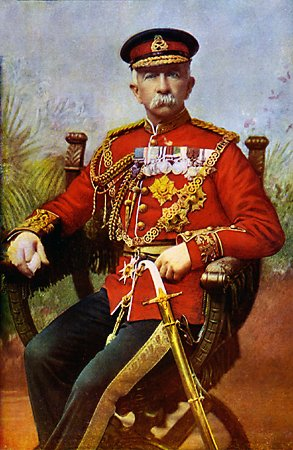
فیلدمارشال ارتش بریتانیا هنری وود

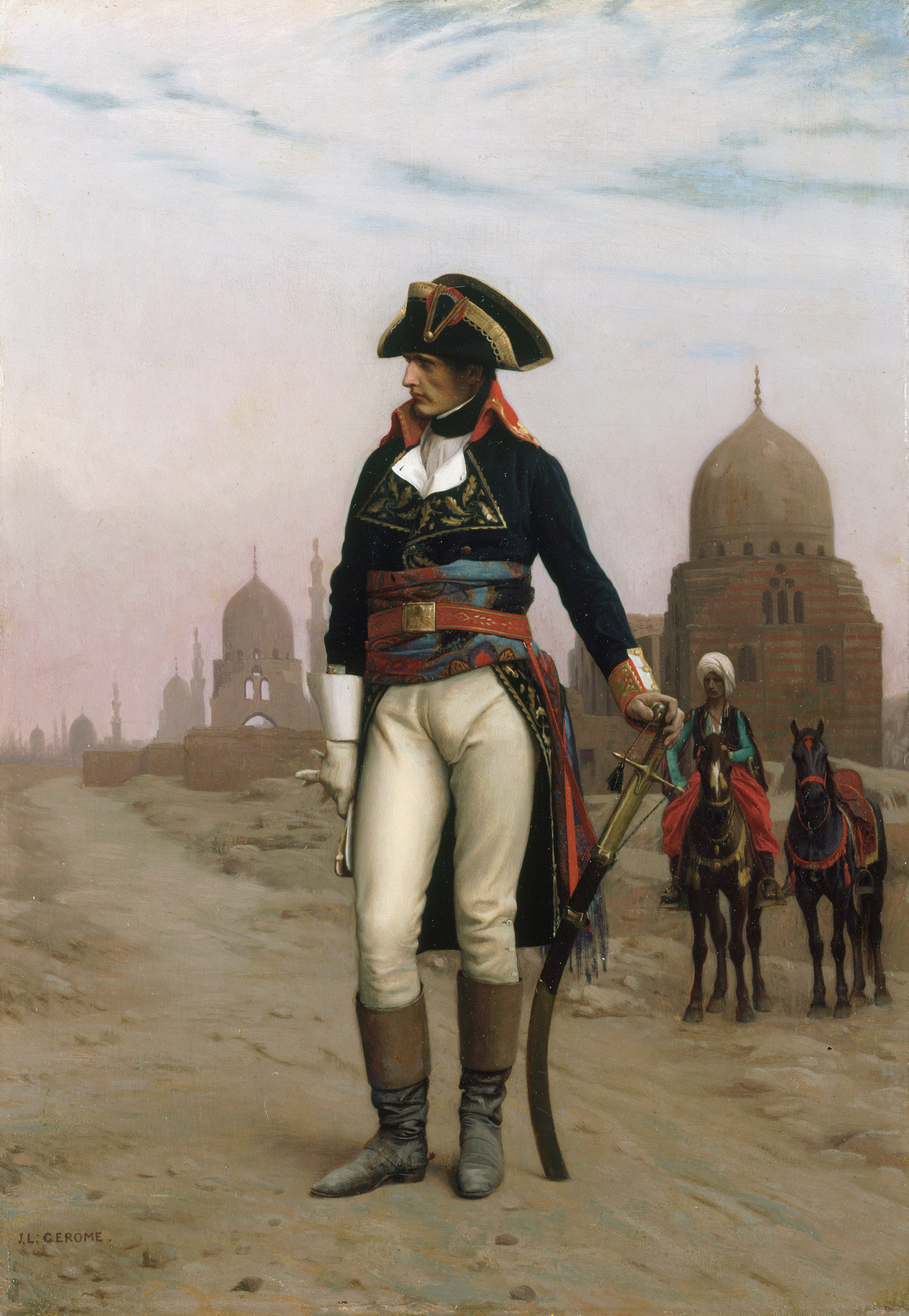
ناپلئون